# نيوكاسل أندر لايم (دائرة انتخابية في المملكة المتحدة)
نيوكاسل أندر لايم (بالإنجليزية: Newcastle-under-Lyme)‏ هي إحدى الدوائر الانتخابية في المملكة المتحدة الممثلة في مجلس العموم في برلمان المملكة المتحدة.
عضو البرلمان الذي يمثلها حالياً هو :Paul Farrelly (Lab).